# Sheona Urquhart
Sheona Urquhart es una actriz australiana, más conocida por interpretar a Candace Carey en la serie Neighbours.

## Biografía
Sheona estudió teatro musical en el Victorian College of the Arts en Melbourne.

## Carrera
En 2008 obtuvo un pequeño papel en la serie City Homicide. 
El 5 de febrero de 2010, se unió como personaje recurrente a la exitosa serie australiana Neighbours, donde interpretó a la bailarina Candace Carey.

## Filmografía
Series de televisión
| Año  | Título        | Personaje     | Notas                       |
| ---- | ------------- | ------------- | --------------------------- |
| 2010 | Neighbours    | Candace Carey | 5 episodios                 |
| 2008 | City Homicide | Flatmate      | episodio "Life After Death" |